# Анатомия протеста
«Анато́мия проте́ста» — документальный фильм в двух частях производства дирекции правового вещания (руководитель — Юрий Шалимов) телекомпании НТВ, посвящённый действиям протестного движения в России в 2011—2012 годах. Фильмы были показаны по НТВ в рамках программы «ЧП. Расследование» 15 марта (первый фильм) и 5 октября 2012 года (второй фильм). Оба фильма вызвали большой, скандальный общественный резонанс. Согласно изданию «Агентство», был профинансирован предпринимателем Евгением Пригожиным.

## Первый фильм
Первый фильм был впервые показан 15 марта. По утверждениям авторов, фильм исследовал вопрос о возможности целенаправленного влияния на общественное мнение на примере действий организаторов оппозиционных митингов. Авторы задаются вопросом, как можно купить общественное мнение, большей частью рассказывая о подкупе участников оппозиционных митингов. Аналитики фильма сделали вывод о провокациях, призванных дискредитировать митинги в поддержку Путина, и о сфабрикованности роликов, фиксирующих нарушения на выборах. В качестве экспертов в фильме выступили депутат от партии «Единая Россия» Владимир Бурматов, главный редактор журнала «Эксперт» Валерий Фадеев, политологи Павел Данилин (шеф-редактор сайта «Кремль.орг»), Наталья Нарочницкая и Леонид Поляков (член Общественного совета Президиума Генерального совета партии «Единая Россия»), писатель и блогер Эдуард Багиров (доверенное лицо Владимира Путина на президентских выборах 2012 года), организатор «Сети сторонников Путина» Владимир Табак.
Повторно, по просьбам телезрителей, фильм был показан 18 марта.

## Второй фильм
Главным героем второго фильма является Сергей Удальцов. Проморолик представляет фильм следующим образом:

Захват власти в Калининграде, теракты в Москве и что-нибудь к юбилею президента. Ближайшие планы и тайные переговоры оппозиции с зарубежными заказчиками российских протестов. Кто берёт, сколько и за что?

Часть времени в фильме занимают фрагменты видеозаписи скрытой камерой встречи троих организаторов протестных митингов — Сергея Удальцова и его помощников Константина Лебедева и Леонида Развозжаева — с главой комитета по обороне и безопасности парламента Грузии Гиви (Георгием Васильевичем) Таргамадзе, которая, по утверждению авторов фильма, проходила во второй половине июня в жилом помещении в Минске (Белоруссия). Помимо Таргамадзе, во встрече участие принимал консул Грузии в Молдавии Михаил Иашвили и трое их помощников. По утверждению НТВ, речь на встрече идёт о финансировании протестного движения из-за рубежа.
Эти эпизоды постоянно перебиваются закадровым голосом, и сделать вывод о тоне и тематике всей встречи невозможно, чему способствует плохое качество видео и нарезка фраз. В стенограмме отрывков речь идёт о захвате власти в Калининграде и Владивостоке.
Также в фильме утверждается, что Таргамадзе встречался в Лондоне со сбежавшими туда российскими олигархами, в частности, с бывшим руководителем Банка Москвы Андреем Бородиным и экс-руководителем Конверсбанка Владимиром Антоновым, и они согласились выделить на поддержку российской оппозиции 200 миллионов долларов. По словам Алексея Подберезкина, профессора МГИМО, прокомментировавшего этот отрывок фильма по просьбе НТВ: «Бородину, как и Березовскому, нужно вернуть бизнес или часть своего бизнеса хотя бы, поэтому он готов финансировать ту часть оппозиции, которая ему это пообещала бы». Согласно фильму, для захвата власти предполагалось использовать боевиков-националистов. Начаться революция должна была с захвата власти в Калининграде и Владивостоке.
Руководитель программы НТВ Алексей Малков объяснил, каким образом был сделан фильм. Аудиозапись и видео, снятые скрытой камерой, были переданы Малкову отдельно неизвестным ему мужчиной грузинской национальности. При создании фильма журналистам пришлось накладывать произвольным образом звук на видеозапись.
В фильме отсутствуют выходные данные, в том числе и список авторов. Согласно сведениям СМИ, фильм был создан под руководством Алексея Малкова, а в съёмках принимал участие депутат Госдумы от Единой России Владимир Бурматов.

## Третий фильм (не вышел в эфир)
В 2015 году, спустя несколько лет после второго фильма, началась подготовка к показу третьего фильма на ту же тематику. В нём планировалось рассказать, как готовится «российский майдан», зачем российские оппозиционеры ездят в Швейцарию, чему их учат инструкторы в Киеве и почему они тайно встречаются с иностранными дипломатами. В анонсе упоминались Алексей Навальный, Михаил Касьянов и Борис Немцов. Передача была намечена к выходу в эфир 1 марта 2015 года в 20:00. Однако 27 февраля 2015 года был убит один из героев фильма — Борис Немцов, в связи с этим резонансным событием показ был отменён. Анонс передачи также был удалён с официального сайта канала.

## Реакция на фильмы
В 2012 году цикл фильмов «Анатомия протеста» по версии «Клуба телепрессы» стал антисобытием года с формулировкой За пропагандистское рвение с использованием дезинформации, подтасовки фактов и разжигание нетерпимости к инакомыслию.

### Первый фильм
Декан факультета медиакоммуникаций НИУ ВШЭ Анна Качкаева оценила первый фильм как скандальный. Она считает, что телекомпания заинтересована в преднамеренно скандальной подаче информации — это привлекает зрителей.
По сообщению газеты Ведомости, топ-блогер рунета Drugoi сообщил, что по его сведениям, ключевой эпизод «пасквиля» — о том, что оппозиция собирает людей на акции за деньги, — был срежиссирован и снят у метро «Сокольники». 26 февраля 2012 года, когда в Москве проходила протестная акция Большое белое кольцо, агентство Ридус ньюс сообщило о том, что в 13:30 рядом со станцией метро Сокольники собрались 2 колонны (100—150 человек) из людей с белыми ленточками. Разнородный контингент (пенсионеры, школьники, иногородние) под прицелом оператора с камерой получали деньги, в формате 500 рублей на 5 человек. Получив деньги, люди быстро расходились, не забыв выкинуть белые ленточки. Полиция спокойно наблюдала за происходившим незаконным массовым мероприятием, и ограничилась проверкой документов у одного участника.
Показ первого фильма вызвал широкую дискуссию в обществе и атаки на телекомпанию. Оппозиция бойкотировала журналистов НТВ, сайт телекомпании подвергся хакерской атаке. Председатель общественной организации «Демократический выбор» Игорь Драндин подал иск к НТВ о защите чести и достоинства. Пресненский суд Москвы отклонил этот иск.
Медиахолдинг «Эксперт» 16 марта назвал фильм «грубой пропагандистской поделкой» и заявил о прекращении сотрудничества с телеканалом НТВ. Особое возмущение вызвало то, что, что в фильме появился комментарий главного редактора журнала «Эксперт» Валерия Фадеева: «Эти комментарии получены путём прямого обмана: сотрудники НТВ утверждали, что они будут использованы в итоговом выпуске новостей. К тому же, комментарии не имели никакого отношения к содержанию фильма».
18 марта до 1000 протестующих собрались на несанкционированную демонстрацию возле Останкинской телевизионной башни. Они протестовали против «Анатомии протеста», вышедшей 15 марта на НТВ. Протестующие были против того, что в фильме показали будто бы они ходят на антиправительственные митинги за деньги и печенье. Люди были с белыми лентами и кричали «Позор НТВ!» и «НТВ лжёт!». Полиция задержала 94 человека.
6 мая на Марше миллионов демонстранты избили корреспондентов НТВ, работавших на акции протеста, а микроавтобус телекомпании пытались перевернуть и забросали помоями.

### Второй фильм
Второй фильм сразу же вызвал реакцию политиков разных взглядов.
Глава ЛДПР Владимир Жириновский заявил, что он уверен в достоверности фактов, изложенных в фильме.
Оппозиция, в частности депутат Госдумы, секретарь ЦК КПРФ Сергей Обухов, назвал фильм подделкой. Член Единой России, первый вице-спикер Совета Федерации Александр Торшин выразил обеспокоенность о связи представителей оппозиции с криминалитетом и организованными преступными группами, о чём по его мнению свидетельствует фильм.
Телеведущая (с 22 октября 2012 года — член Координационного совета российской оппозиции) Ксения Собчак после просмотра фильма отметила в твиттере, что Удальцов — это ещё не все протестующие.
Эсер Дмитрий Гудков заявил о намерении опубликовать пофамильный список работавших над фильмом, что вызвало возмущение первого заместителя председателя комитета по образованию Госдумы Владимира Бурматова, который счёл такое действие незаконным. Позднее Гудков отказался от своих планов, сообщив, что фильм делали «журналисты-гастарбайтеры», которых набирают на один проект.
Согласно опросу Левада-центра, допускают факт переговоров 42 % опрошенных, 8 % не поверили в то, что они имели место. Только 6 % поверили, что эти средства пойдут на организацию массовых беспорядков, 10 % считают, что Удальцов не планировал использовать деньги зарубежных спонсоров. Больше всего не поверивших в официальную версию событий среди тех, кто смотрел фильм, — 42 %; но и те, кто его не видел, чаще прочих вариантов ответа выбирали именно этот. Фильм посмотрело 3 % опрошенных, а ещё 11 % знают его содержание.
После выхода второго фильма телеканал РБК провёл собственное расследование и выпустил фильм «Анатомия протеста. Рентген». В нём «Анатомия протеста» названа пропагандистской продукцией, не имеющую ничего общего с документалистикой и журналистикой. Также было отмечено, что плёнка не может быть использована в качестве доказательства в судебных прениях, так как неизвестно её происхождение. Подлинность записи авторами канала РБК не оспаривается, хотя один из экспертов, режиссёр Михаил Дегтярь, высказал сомнение и в этом.
17 октября руководитель управления Следственного комитета по взаимодействию со СМИ Владимир Маркин назвал фильм «Анатомия протеста-2» документальным, а изложенное в нём — «фактами приготовления к массовым беспорядкам в Москве и на территории других регионов Российской Федерации». Маркин заявил, что «в рамках процессуальной проверки по поручению следователя специалистами проведено фоноскопическое исследование видеоматериалов, полученных в телекомпании НТВ. Признаков монтажа в видеоматериалах не выявлено. Установлено, что голос, в том числе имеющийся в сюжетах, снятых скрытой камерой видеонаблюдения в фильме „Анатомия протеста-2“, принадлежит Удальцову, а встреча, фрагменты которой показаны в фильме, происходила во второй половине июня 2012 года в жилом помещении в столице Республики Беларусь Минске».

## Уголовное дело
Второй фильм вызвал не только обсуждение, но и действия прокуратуры. 6 октября 2012 Генеральной прокуратурой РФ была начата доследственная проверка по фактам, изложенным в док. фильме «Анатомия протеста-2». Следователи получили в телекомпании видеоматериалы, которые легли в основу фильма и провели их фоноскопическое исследование. В рамках этой проверки, которая длилась 10 дней, были проведены исследования, подтвердившие, что на плёнке голос Удальцова, а сама запись не имеет признаков монтажа (хотя сами по себе эти документы не имеют доказательной силы и должны быть ещё раз подтверждены экспертами, например — заключение лингвистов о смысле произнесённых им фраз; также оперативная информация должна легализоваться совершенно другим способом, а не через телеканалы).
На допрос 10 октября были вызваны участники встречи с Таргамадзе — Сергей Удальцов, Константин Лебедев и Леонид Развозжаев. Первой реакцией на фильм Удальцова было категорическое отрицание всего, что показано в фильме, он назвал фильм «бредом сумасшедшего», заявив при этом, что фильм не смотрел и смотреть не собирается. Удальцов отверг факты зарубежного финансирования протестного движения, переговоров с грузинскими посредниками и заявил, что не знаком с Таргамадзе. На допросе в Следственном комитете Удальцов подтвердил, по словам официального представителя СКР Владимира Маркина, встречу с грузинскими посредниками, одного из которых назвал Георгием Василичем. По мнению бывшего министра государственной безопасности Грузии Игоря Гиоргадзе, этим «Георгием Василичем» является Таргамадзе: «Полукриминалы и криминалы называли его Василич. То есть у него была такая как бы кличка. Когда произносилось и произносится до сегодня „Василич“, все понимают, что речь идет о Гиви Васильевиче Таргамадзе». При этом Удальцов заявлял о поиске легальных средств финансирования митингов. Сам Удальцов заявляет о том, что Следственный комитет искажает его слова и утверждает, что никаких обсуждений проблем оппозиции с иностранными гражданами у него не было. Удальцов заявил:
Моя версия — эксклюзивно для «Ленты.ру», — что они взяли какие-то кадры и отдельные аудиозаписи, а они меня слушают тотально и по телефону, и в помещениях. В застолье с друзьями можно о чём угодно говорить. Самая приоритетная версия, что они не полностью с нуля это записали, а аудио нарезали, как им выгодно, мутное видео нашли. Следователю я так и сказал, что голос на мой похож, но хрен его знает.
Но я скажу честно. Даже если я с кем-то говорю про какие-то действия, то у нас за слова не судят и не сажают. Должны быть какие-то действия. Даже фабула приготовления подразумевает не просто разговоры про смену или захват власти — хотя в фильме этого нет. Это не база для уголовного преследования.
Мне плевать, как они там все это смонтировали. Никаких массовых беспорядков мы не готовили.
По результатам проверки, 17 октября 2012 года было возбуждено уголовное дело по статьям 30 и 212 УК РФ (Приготовление к организации массовых беспорядков).
В рамках этого дела у Удальцова, Развозжаева и Лебедева проведены обыски. Лебедев был задержан, а Удальцов допрошен и отпущен под подписку о невыезде. В рамках уголовного дела планируется также проверить озвученную в фильме информацию о подготовке участниками встречи террористических актов.
19 октября Леонид Развозжаев был задержан неизвестными людьми в Киеве (Украина) около офиса Управления верховного комиссара ООН по делам беженцев на Украине (УВКБ), 20 или 21 октября Развозжаева привезли в Москву на специальном самолёте, после чего его доставили в суд, который арестовал его на два месяца. Там он написал явку с повинной. В этом признании Развозжаев указал, что беспорядки на Болотной площади в Москве 6 мая 2012 финансировали грузинские политики. Сергей Удальцов, главный подозреваемый по этому делу, считает что его соратник мог сделать подобные заявления только под пытками.
21 октября Леонид был доставлен в Басманный суд, заседание проходило в закрытом режиме без адвокатов задержанного и предъявления обвинения. Сам процесс Развозжаев охарактеризовал как незаконный, и заявил, что его «схватили в Киеве и два дня после этого пытали».
Если в ближайшее время я буду задержан, или со мной произойдёт что-то нехорошее, не верьте ничему, что бы они не сказали плохого обо мне. Я в здравом рассудке и трезвой памяти, хоть мои бытовые условия теперь не фонтан
Следственный комитет РФ выпустил заявление, что Леонид сам обратился к ним и сообщил о своём желании заявить явку с повинной. В ней он сообщил об обстоятельствах подготовки к организации массовых беспорядков 6 мая 2012 на Болотной площади в Москве, а их финансирование осуществлял Таргамадзе.
В следственном изоляторе в Лефортово Развозжаева навестили представители Общественной наблюдательной комиссии (ОНК). Задержанный рассказал о подробностях своего задержания, которыми с прессой поделился президент ОНК Валерий Борщёв: «Его затолкнули в микроавтобус, связали ноги скотчем, наручники на руки надели и цепью связали ноги. А между наручниками и цепью на ногах соединили ещё цепью, такие кандалы в фильмах показывают». После этого его перевезли в Брянскую область, где в подвале дома два дня его психологически пытали, угрожая его родным, а также лишили питания. Правозащитники отметили заторможенность Леонида, о причинах которой он не рассказал им из-за присутствия сотрудников изолятора. Секретарь комиссии ОНК Зоя Светова заявила, что Развозжаев пытался отказаться от доноса на Сергея Удальцова и Алексея Навального.
Гиви Таргамадзе заявил журналистам об абсурдности обвинений его адрес в финансировании беспорядков в РФ. Представители партии Грузинская мечта, победившей на парламентских выборах осенью 2012 года, заявили о планировании начать расследование по материалам фильма НТВ. В ноябре 2013 года М. Саакашвили признал, что просил Таргамадзе о встрече с российскими оппозиционерами в Литве и Белоруссии.
Журналист Владимир Цыбульский считает, что в обвинении есть нестыковки, а именно временной промежуток между встречей и майскими беспорядками, которые, как считает Цыбульский, следствие расценивает оплаченными Таргамадзе вследствие данной встречи. Также Владимир Цыбульский выразил сомнения в осведомлённости Развозжаева о гипотетическом грузинском финансировании беспорядков на Болотной.
8 апреля 2013 года Константин Лебедев подтвердил подлинность видеозаписи, показанной в фильме «Анатомия протеста — 2». Защитник Лебедева Лавров пояснил, что «таким образом, Лебедев признал, что люди, записанные на плёнке, действительно находились в это время в этом месте. … И разговор, который был на плёнке, действительно был на самом деле». 25 апреля Константин Лебедев был осуждён на 2,5 года за организацию массовых беспорядков.

### Отказ в возбуждении уголовного дела по материалам фильма
14 января 2013 года общественный деятель Алексей Навальный опубликовал в своём блоге постановление Следственного управления ФСБ об отказе в возбуждении уголовного дела, автором запроса которого был он сам.
В фильме «Анатомия протеста» говорилось о том, что акции оппозиции финансировались из-за рубежа, а лидеры оппозиции в ходе акций призывали к насильственному изменению конституционного строя.
В видеофрагментах выступлений участников протестных акций не было обнаружено экстремистских высказываний, а «сведений о фактах и объёмах финансирования иностранными источниками, в том числе иностранными спецслужбами, конкретных мероприятий по организации вышеуказанных антиправительственных акций протеста» в ФСБ не обнаружили.